# Homapoderus tamsi
Homapoderus tamsi es una especie de coleóptero de la familia Attelabidae.

## Distribución geográfica
Habita en Guinea Ecuatorial, Isla de Príncipe y República Democrática del Congo.